# Watertoren (Heemstede)
De watertoren in Heemstede is ontworpen door architect A. Holmberg de Beckfelt en werd gebouwd in 1910-1911. De watertoren is gelegen aan de Nijverheidsweg nabij de ten noorden gelegen haven van Heemstede. De watertoren heeft een hoogte van 41,35 meter en heeft één waterreservoir van 460 m3.
In 1988 is een besluit genomen die ook de watertoren beschermt. De watertoren is nog altijd in gebruik ten behoeve van de drinkwatervoorziening. In 2006 is een grote onderhoudsbeurt uitgevoerd aan de watertoren.